# Banco Central de Montenegro
El Banco Central de Montenegro (en montenegrino: Centralna Banka Crne Gore) es el banco central de Montenegro.

## Descripción
El Banco Central de Montenegro se estableció sobre la base de la Ley del Banco Central de Montenegro, aprobada por el Parlamento de Montenegro en noviembre de 2000. Con su creación, la República de Montenegro obtuvo una autoridad independiente responsable de la política monetaria, y establecimiento y mantenimiento de un sistema bancario sólido y operaciones eficientes del sistema de pago.
El Banco Central comenzó a operar el 15 de marzo de 2001, cuando el Parlamento de Montenegro nombra de los miembros del Consejo del Banco Central de Montenegro.
El sistema monetario montenegrino se dolarizó en 1999, cuando el marco alemán fue adoptado como moneda de curso legal, junto con el dinar yugoslavo. Montenegro no ha emitido su propia moneda desde que adoptó unilateralmente el euro en 2002. El Banco Central de Montenegro no participa en el Sistema Europeo de Bancos Centrales ni en las reuniones del BCE. Sin embargo, hace un seguimiento de la política del BCE, convirtiendo a este último en el banco central de facto de Montenegro con fines económicos y monetarios. Uno de los principales objetivos proclamados del Banco Central de Montenegro es la adhesión del país a la zona del euro.
Montenegro no acuña ni imprime monedas o billetes en euros, los importa de otros países que forman parte de la eurozona.